# Alf Andersen
Alf Steen Andersen (ur. 15 maja 1906 w Drammen, zm. 12 kwietnia 1975 we Frogn) – norweski skoczek narciarski, mistrz olimpijski oraz brązowy medalista mistrzostw świata.

## Przebieg kariery
W 1928 podczas konkursu na Holmenkollbakken skoczył 48 metrów, ustanawiając tym samym nowy rekord tego obiektu. Ten wyczyn sprawił, że został członkiem norweskiej reprezentacji na igrzyskach olimpijskich w Sankt Moritz, podczas których wywalczył złoty medal. Wyprzedził bezpośrednio swojego rodaka, drugiego w konkursie, Sigmunda Ruuda oraz Rudolfa Burkerta, który wywalczył brązowy medal. Był to jedyny start olimpijski Andersena.
Ponadto na mistrzostwach świata w Wysokich Tatrach w 1935 zdobył brązowy medal, ulegając jedynie dwóm innym Norwegom: zwycięzcy – Birgerowi Ruudowi oraz drugiemu w konkursie Reidarowi Andersenowi. Czwarte miejsce w tym konkursie, bezpośrednio za Alfem Andersenem, zajął Stanisław Marusarz.
Na arenie krajowej jego najlepszym wynikiem było piąte miejsce na mistrzostwach Norwegii w 1936.

## Igrzyska olimpijskie
| Miejsce | Dzień     | Rok  | Miejscowość  | Konkurs                         | Wynik      | Strata | Zwycięzca |
| ------- | --------- | ---- | ------------ | ------------------------------- | ---------- | ------ | --------- |
| 1.      | 18 lutego | 1928 | Sankt Moritz | Skocznia normalna indywidualnie | 19,208 pkt | -      | -         |

## Mistrzostwa świata
| Miejsce | Dzień     | Rok  | Miejscowość   | Konkurs                         | Wynik     | Strata   | Zwycięzca          |
| ------- | --------- | ---- | ------------- | ------------------------------- | --------- | -------- | ------------------ |
| 7.      | 28 lutego | 1930 | Oslo          | Skocznia normalna indywidualnie | 217,7     | 6,7 pkt  | Gunnar Andersen    |
| 61.     | 25 lutego | 1934 | Sollefteå     | Skocznia normalna indywidualnie | 169,5     | 59,0 pkt | Kristian Johansson |
| 3.      | 13 lutego | 1935 | Wysokie Tatry | Skocznia normalna indywidualnie | 224,9 pkt | 6,8 pkt  | Birger Ruud        |